# 닌자 키드 2 - 돌아온 닌자 키드
《닌자 키드 2: 돌아온 닌자 키드》(영어: 3 Ninjas Kick Back)는 미국에서 제작된 찰스 T. 캥가니스 감독의 1994년 무예 영화이다. 1992년 영화 《닌자 키드》의 속편이다. 빅터 웡 등이 출연하였고, 제임스 강 등이 제작에 참여하였다.
1995년 속편 《닌자 키드 3》이 개봉하였다.

## 출연진
- 빅터 웡
- 맥스 엘리엇 슬레이드
- 숀 폭스
- 에번 보니펀트
- 캐럴라인 준코 킹
- 더스틴 응우옌
- 앨런 맥레이

## 기타 제작진
- 라인 제작: 나가이 마사오
- 총괄 제작: 사이먼 신
- 협력 제작: 스티븐 L. 번스틴
- 미술: 그레고리 마틴